# Marie Jeanette de Lange

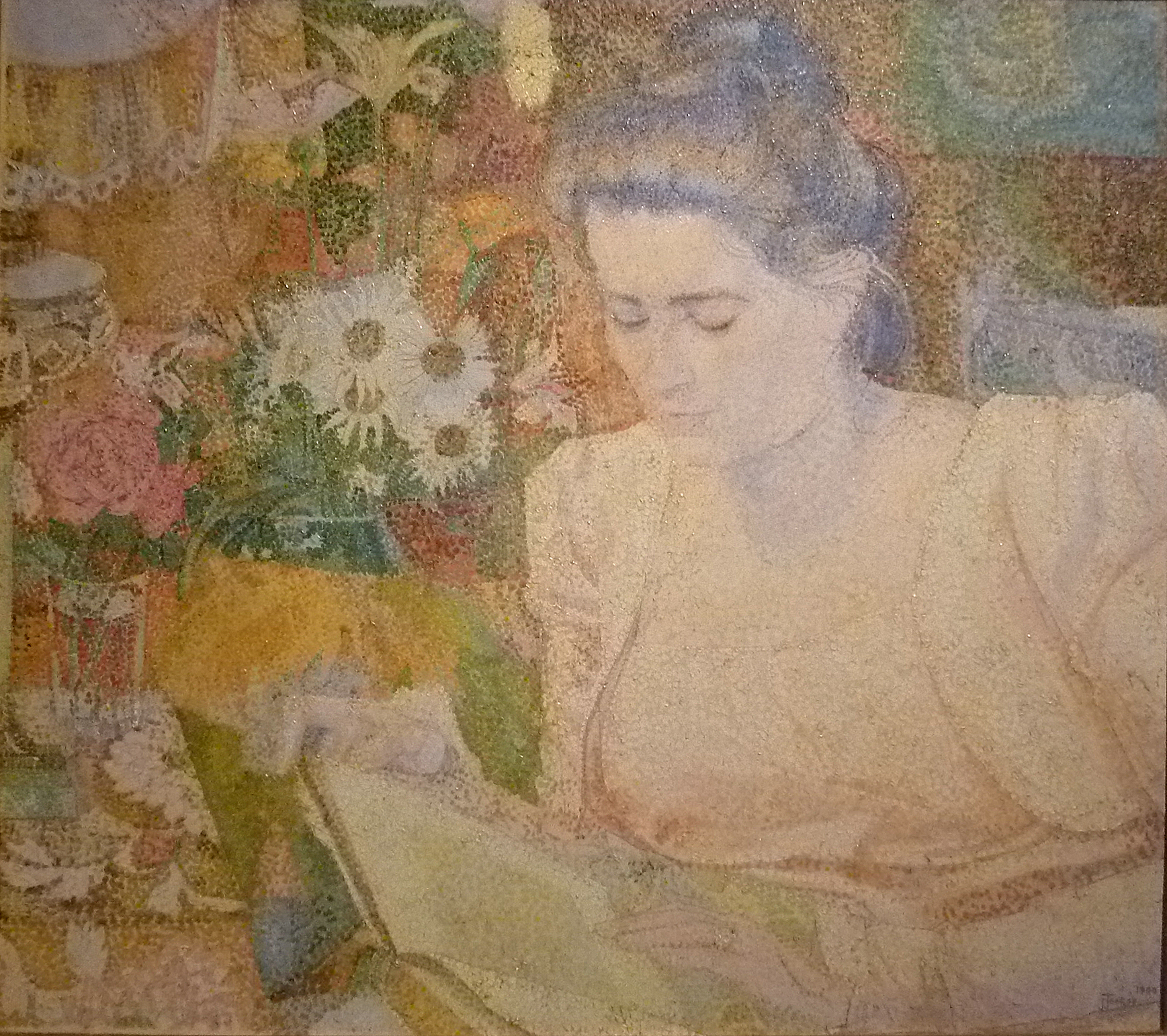
Portret van Marie Jeanette de Lange door Jan Toorop in 1900

Marie Jeanette Bouman-de Lange (Jakarta, 20 december 1865 - Wapenveld, 7 juli 1923) was voorzitster van de Vereeniging voor Verbetering van Vrouwenkleeding. Ze werd geboren in Jakarta als kind van Geldolph Adriaan de Lange en Jacoba Johanna Wiggers van Kerchem. Haar vader was ingenieur bij de Oost Indische Geografische Dienst en medeoprichter van wat later Shell zou worden, toen nog de Koninklijke Nederlandse Maatschappij tot Exploitatie van Petroleumbronnen. De Lange trouwde twee keer, met Jan Cornelis Bouman en Hendrik Jan de Lange. Omstreeks 1887 verhuisden De Lange en Bouman uit Jakarta terug naar Nederland, waar ze eerst in Almelo en vervolgens in Amsterdam woonden. Daar woonden ze in de buurt bij de ateliers van enkele kunstenaars, zoals George Hendrik Breitner, Willem Witsen en Isaac Israels, met wie ze contact hield en die later ook een portret van haar schilderde. De Lange hield zich zelf ook bezig met kunst en kreeg les van Maurits van der Valk en Philippe Zilcken. Ze tekende, schilderde en ontwierp meubels, al zijn er geen werken van haar overgeleverd. Rond 1897 kwamen De Lange en Bouman in een villawijk aan de Scheveningse Weg in den Haag te wonen. In den Haag leerde De Lange Jan Toorop kennen, die  haar portretteerde en waarmee ze vaak brieven uitwisselde. 

## Maatschappelijke betrokkenheid
De Lange was betrokken bij de vrouwenbeweging. Zij was bijvoorbeeld betrokken bij de Tentoonstelling voor Vrouwenarbeid van 1898 en was daar toehoorder bij enkele bijbehorende congressen. Waar zij zich het meest voor inzette was de Reformbeweging, voornamelijk met betrekking tot vrouwenkleding. Deze beweging stond hygiënischer en gezonder kleding voor vrouwen voor en bepleitte de afschaffing van het korset en het gebruik van luchtiger, ademende stoffen. Naast dat deze manier van kleden gezonder was, konden vrouwen zich er ook makkelijker in bewegen, wat hen meer onafhankelijkheid kon geven. In 1899 werd in Nederland de Vereeniging voor Verbetering van Vrouwenkleeding opgericht, waar De Lange voorzitster van werd. De vergaderingen van de Vereeniging werden vaak in haar huis in Den Haag gehouden. Veel vrienden van De Lange waren voorstanders van de reformbeweging, zoals Philippe Zilcken (die ook in het bestuur van de vereniging zat) en Jan Toorop. De Lange sloot zich niet aan bij de vrouwenkiesrechtbeweging, maar de Vereeniging spoorde de Vrouwenbond wel aan om een tak in Den Haag op te richten. In 1901 werd De Lange ook hoofdredactrice van het tijdschrift van de vereniging.
Naast vrouwenkleding zette zij zich ook in voor de geneeswijze van dokter Johann Georg Mezger, die ze had leren kennen toen hij haar echtgenoot hielp. Aan zijn methodes kwam onder andere een massage met een rubberen hamer te pas. In 1901 gaf De Lange lezingen over deze geneeswijze, en men kon een dergelijke hamer bij haar bestellen. Haar promotie van van Mezger werd niet positief ontvangen door de Vereeniging, aangezien de geneeswijze van de dokter door velen als kwakzalverij werd gezien. Ook ontving De Lange kritiek op haar samenwerking met de Franse ontwerpster Madame de Vroye, die haar reformjurken van een kleine sleep en mogelijk een korset voorzag. De Lange zag deze manier van ontwerpen als de beste manier om reformjurken aantrekkelijk te maken, maar veel andere vrouwen uit de reformbeweging vonden deze concessies aan de mode te zeer tegen de reformideeën ingaan. In 1902 stopte De Lange daarom als voorzitster van de Vereeniging. Ze richtte haar eigen tijdschrift, Schoonheid door Gezondheid, op, maar dit bestond maar een jaar. 

## Later leven
Rond 1908 sloot De Lange zich aan bij de Christian Science Kerk, een tak van het christendom waar de focus vooral ligt op geestelijke kracht. In 1909 overleed Jan Bouman en in 1911 trouwde ze met Hendrik de Lange, die haar neef was. Hij bekeerde zich ook tot de Christian Science. Ze gingen op het landgoed De Polberg bij Wapenveld in Gelderland wonen, waar ze nog steeds een druk sociaal leven leidden. De Lange overleed op De Polberg in 1923 op 57-jarige leeftijd.
Het portret van Marie Jeanette de Lange (gekleed in reformjurk) door Jan Toorop is te zien in het Rijksmuseum.